# دربند (سرخس)
دربند، روستایی است از توابع بخش مرزداران شهرستان سرخس در استان خراسان رضوی.
این روستا در دهستان گل بی بی قرار دارد و بر اساس سرشماری سال ۱۳۸۵ جمعیت آن (۳۲ خانوار) ۱۱۰ نفر 
است.
روستای دربند به دو بخش تقسیم شده است.
- دربند علیا ۵۲ نفر
- دربند سفلی ۵۸ نفر

## منبع
1. ↑  «نتایج سرشماری ایران در سال ۱۳۸۵». درگاه ملی آمار. بایگانی‌شده از روی نسخه اصلی در ۲۱ آبان ۱۳۹۲.